# Gustaf Braun von Stumm
Gustaf Braun von Stumm eigentlich Gustaf Theodor Rudolf Braun von Stumm (* 23. Juni 1890 in Berlin; † 3. November 1963 in Innsbruck) war ein deutscher Diplomat und stellvertretender Abteilungsleiter in der Pressestelle des Auswärtigen Amtes im Zweiten Weltkrieg.

## Werdegang bis 1933
Der Enkel des preußischen Industriellen Carl Ferdinand von Stumm-Halberg verlebte seine Jugend im großväterlichen Schloss Halberg bei Saarbrücken. Sein Vater war der preußische Rittmeister Wilhelm Arnold Georg Braun (1855–1890), seine Mutter Elisabeth Maria, geb. Freiin von Stumm-Halberg (1863–1911). Er erhielt seine humanistische Bildung am örtlichen Ludwigsgymnasium und studierte Rechtswissenschaften in Bonn, Oxford und Straßburg. 1910 wurde er Mitglied des Corps Borussia Bonn. 1913 heiratete er in Hamburg Irma Felicitas, geb. Freiin von Lüttwitz (1893–1974). Der Ehe entstammten drei Söhne. Nach Abschluss von Studium und Militärdienst trat er 1918 in den Auswärtigen Dienst ein. 1925 schloss er in Rom eine zweite Ehe mit Maria Giuseppina, geb. Marchesa Antinori (* 1897; † 1943 durch Suizid), welcher ein Sohn und eine Tochter entstammten. 1928 war Braun von Stumm Gesandtschaftsrat in Brüssel. Ab den 1930er Jahren arbeitete er in der Presseabteilung des Auswärtigen Amtes.

## Nationalsozialismus

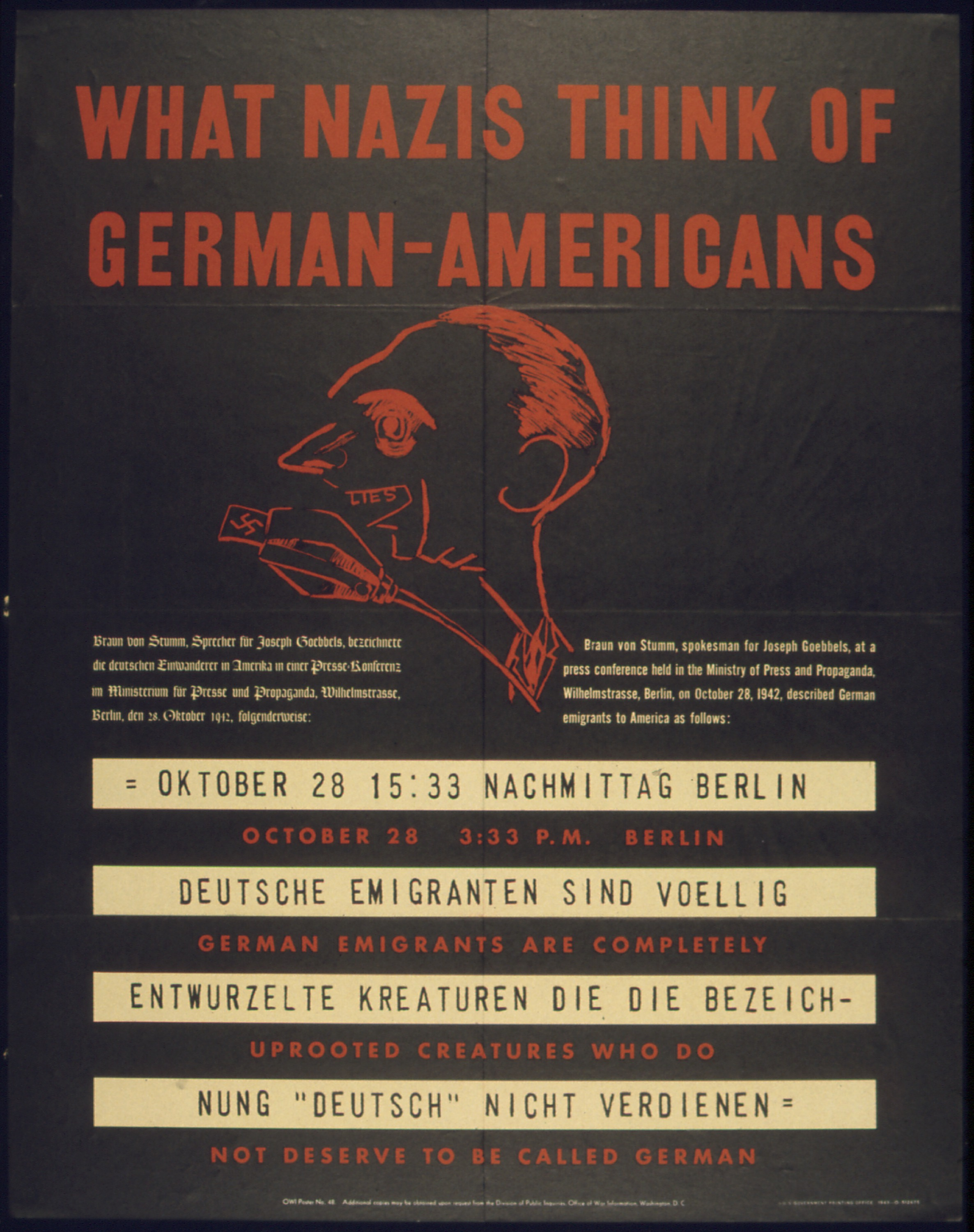
Dieses Propaganda-Plakat des amerikanischen Office of War Information nimmt Bezug auf Braun von Stumms Äußerungen über deutsche Emigranten.

Zum 1. Juni 1933 trat er der NSDAP bei (Mitgliedsnummer 2.686.435) und gehörte 1934 und 1935 der Deutschen Front im Saargebiet an. Er wurde 1937 Vortragender Legationsrat und 1944 Ministerialdirektor.
Braun von Stumm wurde bekannt durch die von ihm am 24. April 1942 in einer Pressekonferenz vorgetragene Ankündigung eines verschärften Bombenkriegs gegen historisch und kulturell bedeutende britische Städte. Nach dem Luftangriff der Royal Air Force auf das historische Stadtzentrum von Lübeck in der Nacht vom 28. auf den 29. März 1942 erteilte Adolf Hitler einen Befehl zur Verschärfung des Luftkriegs gegen England. Als Ziele nannte Braun von Stumm „Gebäude mit drei Sternen“ (solche gab es jedoch nicht) im deutschen Reiseführer des Karl-Baedeker-Verlags. In englischsprachigen Texten wird die folgende Welle deutscher Luftangriffe daher als Baedeker raids bezeichnet. Goebbels rügte Braun von Stumm scharf.
Wenige Monate später soll Braun von Stumm während einer Pressekonferenz des Propagandaministeriums am 28. Oktober 1942 deutsche Emigranten als „völlig entwurzelte Kreaturen, die die Bezeichnung deutsch nicht verdienen“ bezeichnet haben.

## Nachkriegszeit
Neben seiner beruflichen Tätigkeit widmete sich Braun von Stumm, der mit Anteilen am Stumm-Konzern ein beträchtliches Vermögen ererbt hatte, der Vertretung der wirtschaftlichen Interessen seiner Familie, daneben münzsammlerischen und kulturgeschichtlichen Interessen und trat mit einer Reihe von Beiträgen und Buchveröffentlichungen zur Numismatik hervor. Nach Kriegsende kam er in ein französisches Internierungslager in Innsbruck. Er schied aus dem diplomatischen Dienst aus und widmete sich fortan bis zu seinem Tode der Numismatik, Heraldik und Sphragistik. Durch seine Berufung in die Numismatische Kommission der Länder in der Bundesrepublik Deutschland wurden seine Forschungsergebnisse anerkannt. Herrmann spricht ihm einen zuweilen mit feiner Ironie gepaarten Mutterwitz zu, Longerich etwas eigenwillige, zuweilen kuriose Züge.

## Rechtsstreit mit Curzio Malaparte
1944 erschien in Neapel die Erstausgabe des autobiographischen Romans Kaputt von Curzio Malaparte. Das Werk wurde in 17 Sprachen übersetzt und erschien erstmals 1951 im Karlsruher Stahlberg Verlag in einer deutschen Ausgabe. Es enthält außerordentlich grausame Berichte über Kriegsereignisse in Osteuropa. Daneben erwähnt Malaparte auch eine Begegnung mit Giuseppina, Gattin Gustaf Braun von Stumms, der ebenfalls mit vollem Namen genannt wird. Malaparte schildert ausführlich, wie Giuseppina an der Last des Krieges und am Verhalten ihres Ehemanns verzweifelt und sich schließlich das Leben nimmt, worauf Braun mit dem Ausruf „Heil Hitler!“ reagiert. Tatsächlich hatte sich die zweite Ehefrau Braun von Stumms 1943 das Leben genommen.
Braun von Stumm soll bereits kurz nach Kriegsende erstmals mit dem Roman konfrontiert worden sein, als ihm der Kommandant des Internierungslagers in Innsbruck das Buch vorhielt, während er sich um seine dortige Entlassung bemühte. Obgleich bereits in der deutschen Erstausgabe von 1951 die beanstandeten Namensnennungen nicht auftauchten und Details der Schilderungen nicht übernommen wurden, klagte Braun von Stumm gegen die Veröffentlichung des Buches, verlangte dessen Einziehung und erstattete Strafanzeige gegen den Autor. Das Verfahren vor dem Amtsgericht Karlsruhe wurde Ende 1953 eingestellt, da Malaparte zwar „eine Haftstrafe zu erwarten habe“, diese jedoch gegen einen Ausländer nicht in Abwesenheit verhängt werden könne. Mit dem Stahlberg Verlag schloss Braun von Stumm einen Vergleich.

## Schriften
- Die Münzen der Abtei Hornbach. 1926.
- Trierer Gepräge aus der fränkischen Kaiserzeit. 1931.
- Beitraege zur Strassburger Münzkunde. 1939.
- Ueber das Münzrecht der Andechser zu Innsbruck und seinen geschichtlichen Hintergrund. 1944.
- Ueber das ältere Zofinger Münzwesen. 1948/49
- Das Ende der Andechser Münzgerechtsame zu Innsbruck. 1951.
- L'Origine de la fleur de lis des rois de France au point de vue numismatique. 1951.
- Der älteste luxemburger Löwenpfennig als heraldisches Dokument. 1952.
- Das Rad, Symbol von Evangelium und Kirche auf oberrheinischen Münzen des 12. und 13. Jahrhunderts. 1952.
- Colmarer Pfennige aus der Interregnumszeit. 1953.
- Der Münzfund von Merzig. 1953.
- Der Münzfund von Gleisweiler. 1954.
- Lothringisch-trierische Allianz im 13. Jahrhundert. 1958.
- Metzer Münzstätten an der mittleren Saar. 1959.